# Ralf Dammasch
Ralf Dammasch (* 30. September 1966 in Hamm) ist ein deutscher Landschaftsgärtner und Fernsehdarsteller.

## Wirken
Dammasch wirkt im Laufe der Jahre in verschiedenen Fernsehsendungen bzw. Doku-Soaps als Darsteller mit. In seiner Rolle wird er als Landschaftsbaumeister, Landschaftsgärtner und „Garten-Guru“ dargestellt.

## Sendungen
- Ab ins Beet!
- Die Beet-Brüder